# Llista de conflictes armats
Llista de conflictes armats, algunes batalles i guerres seleccionades, al llarg de la història occidental, ordenades cronològicament i separades per èpoques. A la societat occidental actual s'empre l'expressió «conflicte armat» com a eufemisme polític per a evitar l'ús de la paraula «guerra». Tècnicament, es defineix com a qualsevol enfrontament protagonitzat per grups humans de diferent índole que, utilitzant armes o altres mitjans de destrucció, provoquen més de cent víctimes en un any.

## Prehistòria
- Guerra a Djebel Sahaba

## Antiguitat
- Batalla de Cadeix (1270 aC)
- Guerres messèniques (740-640aC)
  - Primera guerra messènica (740-720 aC)
  - Segona guerra messènica (660-640 aC)
- Guerres Mèdiques (499-479 aC)
  - Primera Guerra Mèdica
  - Revolta jònica (499 aC)
  - Batalla de Marató (490 aC)
  - Segona Guerra Mèdica
  - Batalla de les Termòpiles (480 aC)
  - Batalla de Salamina (480 aC)
  - Batalla de Platea (479 aC)
  - Batalla de Mícale (479 aC)
- Guerra del Peloponès (432-404 aC)
  - Batalla de Platea (431 aC)
  - Setge de Siracusa (413 aC)
  - Batalla naval de les Arginuses (406 aC)
- Campanyes de conquesta d'Alexandre el Gran
  - Batalla de Queronea (338 aC)
  - Batalla del Grànic (334 aC)
  - Batalla d'Issos (333 aC)
  - Setge de Tir (332 aC)
  - Setge de Gaza (332 aC)
  - Batalla de Gaugamela (331 aC)
  - Setge de la Roca Sogdiana (327 aC)
  - Batalla del riu Hidaspes (326 aC)
- Guerres Samnites de l'antiga Roma (343-290 aC)
  - Primera Guerra Samnita
  - Segona Guerra Samnita
  - Tercera Guerra Samnita
- Guerres púniques
  - Primera Guerra Púnica (264-241 aC)
  - Segona Guerra Púnica (218-201 aC)
  - Tercera Guerra Púnica (149-146 aC)
- Guerres macedòniques
  - Primera Guerra Macedònica (214-205 aC)
  - Segona Guerra Macedònica (200-197 aC)
  - Tercera Guerra Macedònica (171-168 aC)
- Guerra de Jugurta (111-105 aC)
- Guerra Social de Roma (91-89 aC)
- Guerres Mitridàtiques (88-63 aC)
- Guerra de les Gàl·lies (58-51 aC)
- Segona guerra civil romana (49-46aC)

## Edat mitjana
- Invasió d'Europa pels huns (375-451)
- Guerra dels ostrogots contra l'Imperi Romà d'Orient (535-553)
- Conquesta d'Hispània pels musulmans (711-732)
- Reconquesta (718- 1492)
- Guerra de Carlemany contra els saxons (772-814)
- Conquesta normanda d'Anglaterra (1066-1071)
- Primera Croada (1096-1099)
- Segona Croada (1147-1149)
- Guerra Genpei (1180-1185)
- Tercera Croada (1189-1192)
- Quarta Croada (1202-1204)
- Croada albigesa (1209-1229)
- Cinquena Croada (1228-1229)
- Conquesta de Mallorca (1229-1232)
- Conquesta de València (1229-1245)
- Sisena Croada (1248-1254)
- Setena Croada (1270)
- Croada contra els albigesos (1209-1229)
- Guerres imperials a Itàlia (1154-1186)
- Invasió d'Europa pels mongols (1236-1241)
- Invasions mongoles del Japó (1274-1281)
- Guerra de Sicília (1282-1294)
- Croada contra la Corona d'Aragó (1283-1285)
- Conquesta d'Albarrasí (1283-1284)
- Conquesta catalanoaragonesa de Menorca (1287)
- Companyia Catalana d'Orient (1303-1318)
- Conquesta catalana de Sardenya (1323-1324)
- Guerra dels Cent Anys (1337-1453)
- Batalla de Llucmajor (1349)
- Revolta sarda contra la dominació catalana (1347-1388)
- Guerra dels dos Peres (1356-1375)
- Revolta del comte d'Urgell (1413-1414)
- Guerres hussites (1419-1485)
- Guerra dels Infants d'Aragó (1429 - 1445).
- Caiguda de Constantinoble (1453)
- Guerra de les dues roses (1455-1488)
- Guerra dels remences (1462)
- Guerra civil catalana (1462-1472)
- Guerres d'Itàlia (1494–1559)

## Segle XVI
- Revolta de les Germanies (1519-1523)
- Guerres de religió a Europa (1562 -1593)
- Guerres Imjin (1592-1598)

## Seglexvii
- Guerra dels Trenta Anys (1618-1648)
- Guerra dels Segadors o de Separació de Catalunya (1640-1659)
- Guerra d'Independència de Portugal (1640-1668)
- Guerra Civil Anglesa (1642-1651)
- Guerra de Devolució (1667-1668)
- Guerra francoholandesa (1672-1678)
- Guerra dels Nou Anys (1688-1697)
- La Segona Guerra dels Cent Anys (1688-1815)

## Seglexviii
- Gran Guerra del Nord (1700-1721)
- Guerra de Successió Espanyola (1701-1715)
- Batalla de Poltava (1709)
- Guerra Franco-Índia (1754-1763)
- Guerra dels Set Anys (1756-1763)
- Batalla de Sainte-Foy (1760)
- Avalot de les Quintes - (1773)
- Guerra de la Independència dels Estats Units (1775-1783)
- Guerres de la Revolució Francesa (1792-1802)
- Guerra Gran (1793-1795)

## Seglexix
- Guerra de les Taronges (1801)
- Guerres Napoleòniques (1803-1815), que inclouen la Guerra del Francès (1808-1814) a Espanya i Portugal
- Guerra dels Malcontents (1827)
- Primera guerra carlina o Guerra dels set anys (1833-1840)
- Primera Guerra de l'Opi (1839-1842)
- Segona guerra carlina o Guerra dels matiners (1846-1849)
- Intervenció nord-americana a Mèxic (1846-1848)
- Segona Guerra de l'Opi (1856-1860)
- Guerra Civil dels Estats Units (1861-1865)
- Guerra Boshin (1868-1869)
- Guerra dels Deu Anys (1868-1878)
- Guerra francoprussiana (1870-1871)
- Tercera guerra carlina (1872-1875)
- Guerra d'Independència de Cuba (1895 a 1898)
- Guerra de la Triple Aliança (1864-1870)
- Rebel·lió de Satsuma (1877)
- Batalla de Shiroyama (1877)
- Guerra Hispano-nord-americana (1898)

## Segle XX

### 1900-1925
- Guerra russojaponesa (1904)-(1905)
- Revolució russa de 1905
- I Guerra Balcànica (1912)
- II Guerra Balcànica (1913)
- I Guerra Mundial (1914-1918)
- Rebel·lió Àrab (1916-1918)
- Alçament de Pasqua (1916)
- Revolució d'Octubre de 1917
- Guerra Civil Russa (1917-1922)
- Guerra Angloirlandesa (1919-1921)
- Pogrom de Jerusalem de 1920
- Guerra del Rif (1921-1925)
- Sagnant repressió d'Anglaterra a l'Índia (1919)

### 1926-1950
- Xina: l'inici d'un llarg conflicte (1927)
- Guerra Civil espanyola (1936-1939)
- II Guerra Sinojaponesa (1937)
- Segona Guerra Mundial (1939-1945)
- Conflicte fronterer entre Perú i l'Equador (1941)
- Insurrecció Georgiana de Texel (1945)
- Repressió francesa a les colònies (1945)
- Matances entre hindús i pakistanesos al Punjab (1947)
- 1a. Guerra araboisraeliana (1948)
- Guerra de Corea (1950)

### 1951-1974
- Sagnant rebel·lió Mau-Mau a Kenya (1952)
- Guerra del Vietnam contra el domini de França (1954)
- Guerra del Sinaí (1956)
- Rebel·lió a Hongria contra el comunisme (1956)
- Guerra de la independència d'Algèria (1956-1962)
- Guerra civil al Congo (1960)
- Invasió de Bahía de Cochinos (1961)
- Conflicte de Xipre (1963)
- Intervenció dels EUA a la República Dominicana (1965)
- Guerra del Vietnam (1964-1975)
- Guerra dels Sis Dies (1967)
- Guerra de Biafra (1967)
- Insurgència naxalita (1967-)
- Rebel·lió a Txecoslovàquia contra el comunisme (1968)
- Guerra del Yom Kippur (1973)

### 1975-1999
- Guerra Civil Angolesa (1975-2002)
- Guerra civil libanesa (1975-1990)
- Operació Litani (1978)
- Guerra afgano-soviètica (1979-1989)
- Guerra Iran-Iraq (1980-1988)
- Atac israelià a l'Iraq (1981)
- Conflicte de Paquisha (1981)
- Guerra del Líban de 1982
- Guerra de les Malvines (1982)
- Intervenció dels EUA a Grenada (1983)
- Incidents dels EUA amb Líbia (1986)
- Intervenció dels EUA a Panamà (1989)
- Primera Guerra Civil Liberiana (1989-1996)
- Guerra dels Balcans (1991-1995)
- Guerra del Golf contra l'Iraq (1990-1991)
- Primera Guerra de Txetxènia (1994 - 1996)
- Guerra del Cenepa (1995)
- Guerra de Kosovo i la intervenció de l'OTAN (1999)
- Segona Guerra de Txetxènia (1999 - ?)
- Segona guerra del Congo (1998-2003)
- Guerra de Somàlia (1991-)
- Segona Guerra Civil Liberiana (1999-2003)
- Guerra civil de Sierra Leone (1991-2002)

## Segle XXI
- Segona intifada (2000-2005)
- Guerra de l'Afganistan (2001)
- Invasió de l'Iraq de 2003
- Guerra de l'Iraq (2003-2011)
- Operació Plom Fos (2008-2009)
- Insurgència iraquiana després de 2011
- Operació Columna de Núvol (2012)
- Guerra civil siriana (2011-)
- Guerra Civil a Líbia (2011)
- Guerra del Sudan (Darfur) (2003-)
- Conflicte del Balutxistan (2003-)
- Revolta d'Haití (2004-)
- Guerra del Waziristan (2004-2006)
- Guerra Civil a la República de Centreàfrica (2004-)
- Intifada del Sàhara Occidental (2005)
- Revoltes i protestes a Costa d'Ivori (2014)
- Operació Marge Protector (2014)
- Guerra al Donbàs (2014-2016)
- Guerra de Líbia de 2014-2016
- Intervenció militar contra l'Estat Islàmic de l'Iraq i el Llevant (2014-2016)